# Leopardus
Leopardus (comúnmente llamados leopardillos o tigrillos) es un género de mamíferos carnívoro de la familia Felidae que incluye varias especies de pequeños felinos americanos. Las especies del antiguo género Oncifelis se incluyen ahora en Leopardus.
El nombre del género fue escogido por su parecido superficial con el leopardo en lo referente al color y moteado del pelaje. No obstante, conviene recordar que el leopardo pertenece a un género (Panthera) y una subfamilia (Pantherinae) diferente a la que engloba a estos animales, Felinae.

## Características
Presentan manchas o rayas oscuras sobre fondo amarillento y tienen alrededor de dos veces el tamaño de un gato doméstico. Su perfil y facciones son ligeramente más alargados que los de otros felinos. Todos los miembros de este género habitan en áreas boscosas o semiboscosas de América del Sur y Central, aunque en el caso del ocelote, ésta se prolonga hacia el norte siguiendo las áreas costeras de México hasta alcanzar el sur de Estados Unidos.

## Especies
El género Leopardus incluye quince especies, algunas con numerosas subespecies:
Género Leopardus
- Subgénero Leopardus
  - Leopardus emiliae(Thomas, 1914) - Gato de Emilie[3]
  - Leopardus guttulus (Hensel, 1872) - Tirica
  - Leopardus pardinoides (Gray, 1867)[4]- Gato gallinero.
  - Leopardus pardalis (Linnaeus, 1758) - Ocelote
  - Leopardus tigrinus (Schreber, 1775) - Tigrillo
  - Leopardus wiedii (Molina, 1782) - Margay
- Subgénero Lynchailurus
  - Leopardus braccatus (Cope, 1889) - Gato del Pantanal.
  - Leopardus colocolo (Molina, 1782)[5] - Gato colocolo.
  - Leopardus garleppi (Matschie, 1912) - Gato de Garlepp.
  - Leopardus munoai (Ximénez, 1961) - Gato de Muñoa.
  - Leopardus pajeros (Desmarest, 1816) - Gato del pajonal.
- Subgénero Oncifelis
  - Leopardus geoffroyi (d'Orbigny y Gervais, 1844) - Gato de Geoffroy
  - Leopardus guigna (Molina, 1782) - Gato huiña
  - Leopardus narinensis Ruiz-García, 2023[6] - Gato de Nariño.
- Subgénero Oreailurus
  - Leopardus jacobita (Cornalia, 1865) - Gato andino